# Dul'durginskij rajon
Il Dul'durginskij rajon (in russo Дульдургинский район?) è un municipal'nyj rajon del Territorio della Transbajkalia, nell'Estremo Oriente russo. Istituito il 16 gennaio 1941, ricopre una superficie di 7 185,72 chilometri quadrati e ha una popolazione di 13 903 abitanti; il capoluogo è il villaggio di Dul'durga. Il distretto è suddiviso in 10 comuni rurali.
Sul territorio si trova il fiume Ilja che si congiunge all'Onon sul confine meridionale.